# 심장이 뛴다 (텔레비전 프로그램)
《심장이 뛴다》는 2013년 10월 8일부터 2014년 7월 1일까지 방송된 예능 프로그램이다. 6명의 연예인이 일선 소방서의 119 안전센터에 배치되어 현직 소방관들과 함께 근무하는 내용을 다루고 있다.
한편, MBC 예능 프로그램 진짜 사나이에서 체험 대상만 바꿨을 뿐 기본적인 뼈대가 비슷하다는 점 뿐 아니라 소방관의 땀과 고충을 강조하느라 예능적 재미를 잃어갔다는 지적을 사 한자릿수 시청률로 기대 이하의 성적에 그쳐 강심장 이후 이어진 SBS TV의 화요일 심야 시간대 징크스를 벗어나지 못했다.

## 방송 시간
| 방송 채널 | 방송 기간                          | 방송 시간                    | 방송 분량  |
| --------- | ---------------------------------- | ---------------------------- | ---------- |
| SBS TV    | 2013년 10월 8일 ~ 2013년 10월 15일 | 매주 화요일 밤 11:20 ~ 12:40 | 1시간 20분 |
| SBS TV    | 2013년 10월 22일                   | 매주 화요일 밤 11:15 ~ 12:35 | 1시간 20분 |
| SBS TV    | 2013년 11월 5일 ~ 2014년 6월 10일  | 매주 화요일 밤 11:15 ~ 12:35 | 1시간 20분 |
| SBS TV    | 2014년 6월 24일 ~ 2014년 7월 1일   | 매주 화요일 밤 11:15 ~ 12:35 | 1시간 20분 |
| SBS TV    | 2013년 10월 29일                   | 매주 화요일 밤 11:15 ~ 12:30 | 1시간 15분 |
| SBS TV    | 2014년 6월 17일                    | 매주 화요일 밤 11:15 ~ 12:30 | 1시간 15분 |

## 방영 목록
| 번 | 회차        | 방송일                              | 근무지 | 촬영 기간                           |
| -- | ----------- | ----------------------------------- | --- | ----------------------------------- |
| 1  | 1회 ~ 4회   | 2013년 10월 8일 ~ 2013년 11월 5일   | |                                     |
| 2  | 5회 ~ 8회   | 2013년 11월 12일 ~ 2013년 12월 10일 | 수원소방서 정자119안전센터 수원소방서 119구조대 경기도 특수대응단                                                                   | 2013년 10월 14일 ~ 2013년 10월 21일 |
| 3  | 9회 ~ 12회  | 2013년 12월 17일 ~ 2014년 1월 14일  | 인천서부소방서 연희119안전센터 인천서부소방서 119구조대 인천부평소방서 갈산119안전센터 인천강화소방서 내가119안전센터 삼산119지역대 | 2013년 11월 13일 ~ 2013년 11월 17일 |
| 4  | 13회 ~ 15회 | 2014년 1월 21일 ~ 2014년 2월 4일    | 서울강남소방서 삼성119안전센터 서울강남소방서 119구조대 서울특별시 특수구조단                                                       | 2013년 12월 26일 ~ 2013년 12월 30일 |
| 5  | 16회        | 2014년 2월 25일                     | 서울은평소방서 진관119안전센터 서울용산소방서 이태원119안전센터 서울특별시 특수구조단 영등포수난구조대                              |                                     |
| 6  | 17회 ~ 18회 | 2014년 3월 4일 ~ 2014년 3월 11일    | 서울광진소방서 구의119안전센터 서울광진소방서 성수119안전센터                                                                       |                                     |
| 7  | 19회        | 2014년 3월 18일                     | 서울광진소방서 구의119안전센터 서울광진소방서 성수119안전센터 서울관악소방서 관악119안전센터                                        |                                     |
| 8  | 20회 ~ 21회 | 2014년 3월 25일 ~ 2014년 4월 1일    | 서울광진소방서 구의119안전센터 서울광진소방서 성수119안전센터                                                                       |                                     |
| 9  | 21회 ~ 23회 | 2014년 4월 1일 ~ 2014년 4월 15일    | 서울강남소방서 삼성119안전센터 서울강남소방서 119구조대                                                                             |                                     |
| 10 | 24회 ~ 32회 | 2014년 4월 22일 ~ 2014년 7월 1일    | 모세의 기적 특집방송 |                                     |

## 결방 안내
- 2013년 10월 29일 : 2013년 한국시리즈 중계방송
- 2013년 11월 19일 : 축구 중계방송
- 2013년 12월 31일 : 2013 SBS 연기대상 중계방송
- 2014년 2월 11일, 2월 18일 : 2014년 동계 올림픽 중계방송
- 2014년 5월 13일 : 파일럿 프로그램 <매직아이> 방송
- 2014년 5월 27일 : 인천시장 후보자 선거토론회 방송

## 출연자

### 현재 출연자
- 조동혁 (2013년 10월 8일 ~ 2014년 7월 1일)
- 장동혁 (2013년 10월 8일 ~ 2014년 7월 1일)
- 전혜빈 (2013년 10월 8일 ~ 2014년 7월 1일)
- 최우식 (2013년 10월 8일 ~ 2014년 7월 1일)

### 이전 출연자
- 천명훈 (2013년 11월 12일 ~ 2013년 12월 10일, 이원종의 드라마 촬영으로 인한 임시 합류)
- 이원종 (2013년 10월 8일 ~ 2013년 11월 12일, 2013년 12월 17일 ~ 2014년 1월 14일)
- 박기웅 (2013년 10월 8일 ~ 2014년 6월 17일)

## 내레이션

### 2013년
| 회차           | 방송일                              | 내레이션 | 내레이션 |
| 회차           | 방송일                              | 직업     | 멤버     |
| -------------- | ----------------------------------- | -------- | -------- |
| 제1회          | 2013년 10월 8일                     | 성우     | 김종성   |
| 제2회 ~ 제8회  | 2013년 10월 15일 ~ 2013년 12월 10일 | 방송인   | 황인용   |
| 제9회 ~ 제10회 | 2013년 12월 17일 ~ 2013년 12월 24일 | 가수     | 김C      |

### 2014년
| 회차          | 방송일                          | 내레이션 | 내레이션 |
| 회차          | 방송일                          | 직업     | 멤버     |
| ------------- | ------------------------------- | -------- | -------- |
| 제11회~제32회 | 2014년 1월 7일 ~ 2014년 7월 1일 | 가수     | 김C      |

## 시청률

### 2013년
| 회차   | 방송일    | TNmS 시청률    | TNmS 시청률  | AGB 시청률     | AGB 시청률   |
| 회차   | 방송일    | 대한민국(전국) | 서울(수도권) | 대한민국(전국) | 서울(수도권) |
| ------ | --------- | -------------- | ------------ | -------------- | ------------ |
| 제1회  | 10월 8일  | 3.9%           | 4.2%         | 2.4%           | 2.6%         |
| 제2회  | 10월 15일 | 3.3%           | 4.1%         | 2.9%           | 3.6%         |
| 제3회  | 10월 22일 | 4.0%           | 4.5%         | 3.3%           | 4.3%         |
| 제4회  | 11월 5일  | 3.6%           | 4.4%         | 3.0%           | 3.3%         |
| 제5회  | 11월 12일 | 4.5%           | 5.5%         | 3.4%           | 4.3%         |
| 제6회  | 11월 26일 | 3.9%           | 4.3%         | 3.6%           | 3.8%         |
| 제7회  | 12월 3일  | 3.8%           | 4.0%         | 4.0%           | 5.0%         |
| 제8회  | 12월 10일 | 3.4%           | 3.9%         | 3.5%           | 3.6%         |
| 제9회  | 12월 17일 | 3.4%           | 4.4%         | 4.2%           | 5.0%         |
| 제10회 | 12월 24일 | 3.4%           | 3.9%         | 3.7%           | 4.4%         |

### 2014년
| 회차   | 방송일   | TNmS 시청률    | TNmS 시청률  | AGB 시청률     | AGB 시청률   |
| 회차   | 방송일   | 대한민국(전국) | 서울(수도권) | 대한민국(전국) | 서울(수도권) |
| ------ | -------- | -------------- | ------------ | -------------- | ------------ |
| 제11회 | 1월 7일  | 3.4%           | 4.3%         | 3.4%           | 4.0%         |
| 제12회 | 1월 14일 | 3.7%           | 4.3%         | 3.5%           | 3.7%         |
| 제13회 | 1월 21일 | 4.4%           | 4.6%         | 3.9%           | 4.3%         |
| 제14회 | 1월 28일 | 5.0%           | 5.1%         | 5.0%           | 5.3%         |
| 제15회 | 2월 4일  | 5.1%           | 5.3%         | 4.9%           | 5.7%         |
| 제16회 | 2월 25일 | 3.8%           | 4.6%         | 4.0%           | 4.1%         |
| 제17회 | 3월 4일  | 3.9%           | 4.8%         | 4.4%           | 4.9%         |
| 제18회 | 3월 11일 | 2.8%           | 3.0%         | 3.4%           | 4.3%         |
| 제19회 | 3월 18일 | 3.6%           | 4.6%         | 3.7%           | 4.1%         |
| 제20회 | 3월 25일 | 3.6%           | 4.4%         | 4.2%           | 5.1%         |
| 제21회 | 4월 1일  | 4.0%           | 5.0%         | 4.4%           | 5.3%         |
| 제22회 | 4월 8일  | 2.7%           | 3.5%         | 3.4%           | 3.8%         |
| 제23회 | 4월 15일 | 3.6%           | 4.0%         | 3.7%           | 4.3%         |
| 제24회 | 4월 22일 | 3.2%           | 4.2%         | 3.6%           | 4.4%         |
| 제25회 | 4월 29일 | 5.1%           | 6.0%         | 5.3%           | 5.4%         |
| 제26회 | 5월 6일  | 3.6%           | 4.3%         | 2.8%           | 3.1%         |
| 제27회 | 5월 20일 | 3.7%           | 3.9%         | 2.7%           | 3.0%         |
| 제28회 | 6월 3일  | 3.2%           | 4.1%         | 3.3%           | 3.7%         |
| 제29회 | 6월 10일 | 2.8%           | 3.0%         | 3.3%           | 3.6%         |
| 제30회 | 6월 17일 | 2.4%           | 3.1%         | 3.1%           | 3.6%         |
| 제31회 | 6월 24일 | 4.2%           | 4.9%         | 3.0%           | 3.6%         |
| 제32회 | 7월 1일  | 3.8%           | 4.6%         | 3.2%           | 4.1%         |

## 같이 보기
관련 항목
- 중화인민공화국의 소방
- 대한민국의 소방
- 베트남의 소방
- 필리핀의 소방
- 서울특별시 소방재난본부
- 인천광역시 소방본부
- 경기도 소방재난본부

방송 프로그램
- 역사저널 그날 (KBS 1TV)
- 공개수사 실종, 제보자들, 표리부동 (KBS 2TV)
- 생방송 방과 후 듄듄 (EBS 1TV)
- 우리시대, 리얼스토리 눈 (MBC TV)
- 긴급출동 SOS 24, 꼬리에 꼬리를 무는 그날 이야기, 당신이 혹하는 사이 (SBS TV)
- 진상월드 (MBN)
- 구조신호 시그널 (TV조선)
- 알쓸범잡 (tvN)
- 이숙영의 러브FM, 윤수현의 천태만상 (SBS 러브FM)
- 김영철의 파워FM, 두시탈출 컬투쇼 (SBS 파워FM)
- 황우창의 음악정원 (cpbc FM)
- 여성시대, 싱글벙글쇼, 지금은 라디오 시대 (MBC 표준FM)